# Hans Bülow (dansk journalist)
 Der er flere personer med dette navn, se Hans Bülow.
Hans Bülow er en dansk journalist og forfatter.
Bülow er uddannet cand. mag. i filmvidenskab og kommunikation og arbejdede i over tyve år på DR, hvor han stod for en række produktioner fra lettere underholdning til internationale dokumentarprogrammer. Han har modtaget syv danske og internationale TV-priser. Hans Bülow har siden etableret sit eget firma Batavia Media ApS.
I 1989 udgav han bogen Under anklage, som dokumenterer asbestens historie i Danmark, herunder forholdene på Dansk Eternit-Fabrik og andre asbestarbejdspladser, lægernes og myndighedernes svigt, samt erstatningssagen rejst af 36 asbestoseramte arbejdere.

## Forfatterskab
- Under anklage: En journalistisk dokumentation om asbesten og dens ofre, Tiderne Skifter/Dokumenta 1989. ISBN 87-7445-382-3
- (sammen med Poul-Erik Heilbuth), Giganternes kamp, Danmarks Radio 1993. ISBN 87-7047-345-5